# Gunnellichthys curiosus
Gunnellichthys curiosus är en fiskart som beskrevs av Dawson, 1968. Gunnellichthys curiosus ingår i släktet Gunnellichthys och familjen Microdesmidae. Inga underarter finns listade i Catalogue of Life.